# Allophorocera varifrons
Allophorocera varifrons är en tvåvingeart som först beskrevs av Charles Howard Curran 1927.  Allophorocera varifrons ingår i släktet Allophorocera och familjen parasitflugor.
Artens utbredningsområde är British Columbia. Inga underarter finns listade i Catalogue of Life.